# Joaquim Lluhí i Rissech
Joaquim Lluhí i Rissech (Lloret de Mar, Selva 1866 - Castellterçol, Vallès Oriental 1929), fou un advocat, publicista, perit mercantil i polític republicà català. El seu fill va ser el polític Joan Lluhí i Vallescà, que va ser ministre durant la segona república espanyola.

## Biografia
Després d'exercir el magisteri al Vendrell, estudià dret a la Universitat de Barcelona i es llicencia el 1893. Milità en el republicanisme federal, amb una actitud favorable al catalanisme. Intentà apropar-se a la Unió Catalanista el 1899, però fracassà i deixà Josep Maria Vallès i Ribot per a incorporar-se a la Lliga Regionalista el 1901.
Però també trencà amb aquesta a causa de l'actitud de Francesc Cambó durant la visita d'Alfons XIII a Barcelona el 1904. En senyal de protesta, tot un grup important d'intel·lectuals de l'Ateneu, representants de l'ala més nacionalista i liberal de la Lliga, van decidir abandonar el partit, i juntament amb Lluhí, estaven Jaume Carner, Ildefons Sunyol, Pijoan i Giralt, Francesc Rodon i Domènech i Montaner. Fou, a continuació, un dels fundadors i inspirador ideològic d'El Poble Català. Aconseguí d'incorporar gradualment els dissidents de la Lliga cap al nacionalisme republicà esquerrà, i fou vicepresident i ideòleg del Centre Nacionalista Republicà el 1906. Inicialment era partidari de la coalició Solidaritat Catalana, però no acceptà el projecte de llei d'administració local d'Antoni Maura, i fou acusat per això d'ésser-ne el principal responsable de la ruptura.
Des del 1909 cercà el reagrupament de totes les forces republicanes al Principat, i, president del Centre Nacionalista Republicà (1909-1912), organitzà la Unió Federal Nacionalista Republicana el 1910 amb els federals i els membres de la Unió Republicana que no seguiren Alejandro Lerroux.
Fou elegit regidor per la minoria republicana nacional a l'Ajuntament de Barcelona del 1909 al 1913. Des del 1912 intentà la coalició amb els republicans radicals, però no acceptà el pacte de Sant Gervasi, i des del 1914 deixà la política activa. Des d'aquest moment, va passar a dedicar-se al seu bufet d'advocat expert en dret mercantil, un dels més prestigiosos de la seva especialitat.
Va formar part de la penya de l'Ateneu Barcelonès des de 1898. En les eleccions de 1908 fou nomenat president incorporant a la seva junta a Jaume Cruells Sellarés, Sixte Quintana Tuset, Josep Maria Draper, Joan Vilanova, Pere Santaló, Joan Freixas i Freixas i Josep Pascó.
El 1910 va ser l'autor del llibre «L'obra de govern a l'Ajuntament de Barcelona».